# Leonardus Lambrechts
Leonardus Lambrechts (Zelem, 19 december 1795 - aldaar, 20 november 1865) was een Belgisch burgemeester.

## Levensloop
Lambrechts was een landbouwer. Hij werd in 1863 na het overlijden van Hubert Fischbach Malacord burgemeester van Zelem. Hij bleef dit tot zijn dood in 1865. Ook zijn vader Petrus Lambrechts is van 1831 tot 1837 burgemeester van Zelem geweest.